# Лисицин Юрій Єгорович
Лисицин Юрій Єгорович (рос. Лисицын Юрий Егорович, нар. 11 травня 1920, село Якимовське, Каширський район, Московська область — 30 грудня 1989, Митищі, Московська область) — радянський командир відділення 384-го окремого батальйону морської піхоти Одеської Військово-морської бази Чорноморського флоту, старшина I статті. 1945 року отримав звання Героя Радянського Союзу.

## Життєпис
Юрій Єгорович Лисицин народився 11 травня 1920 року в селі Якимівське Каширського району Московської області в сім'ї селянина. За національністю росіянин.
Після чотирьох класів навчання загальноосвітньої школи влаштувався на роботу трактористом у колгосп «Червона Нива». З 1939 року проходив службу у військово-морському флоті СРСР. Опісля закінчення навчального загону Чорноморського флоту в Одесі там же продовжив військову службу як командир відділення далекомірників есмінця «Шаумян».
Участь у Другі Світовій війні брав з червня 1941 року. Був учасником оборони Одеси та Севастополя, де він став флотським розвідником. У лютому 1943 року Лисіцин був в десантному загоні Цезаря Куннікова, який захопив плацдарм під містом Новоросійськом, що згодом був названий «Малою Землею». З травня 1943 року служив у 384-му батальйоні морської піхоти Чорноморського флоту на посаді командира відділення розвідників. Восени 1943 року брав участь в операціях по звільненню Таганрога, Маріуполя і Осипенко (нині місто Бердянськ).
У другій половині березня 1944 року війська 28-ї армії почали бої по звільненню міста Миколаєва. Командуванням було вирішено висадити десант для того, щоб полегшити удар наступаючих військ. Зі складу 384-го окремого батальйону морської піхоти виділили групу десантників під командуванням старшого лейтенанта Костянтина Ольшанського. До її складу увійшли п'ятдесят п'ять моряків, двоє зв'язкових зі штабу армії і десять саперів. Провідником слугував місцевий рибалка Андрєєв. Командиром однієї з десантних груп був старшина I статті Лисицин.
За два дні боїв десант відбив 18 атак і знищив при цьому понад 700 німецьких солдатів і офіцерів. 27 березня через виведену з ладу рацію та відсутність зв'язку з командуванням батальйону Ольшанський відправив старшину I статті Лисіцина через лінію фронту. Хоча він був важко поранений (йому осколком міни відірвало ступню), Лисицин зміг виконати наказ.
28 березня 1944 року радянські війська звільнили Миколаїв. Коли радянські війська увірвалися в порт, то навколо залишилися одні руїни, навкруги лежали понад 700 трупів німецьких солдат та офіцерів. З 68 десантників живими залишилися тільки 12 чоловік. Всі офіцери, старшини, сержанти і багато учасників флоту загинули. За цю операцію йому було присвоєне звання Героя Радянського Союзу.
У зв'язку з інвалідністю в грудні 1944 року старший лейтенант Лисицин вийшов у відставку. Після війни працював головою колгоспу в селі Якимівське. У 1948 році був направлений на навчання. З 1949 року проживав у місті Митищі Московської області, працював майстром на фабриці «Труд».
Помер 30 грудня 1989 року. Похований на Волковському кладовищі в Митищах (ділянка під номером 12).

## Нагороди
- Наказом Президії Верховної Ради СРСР від 20 квітня 1945 року за зразкове виконання бойових завдань командування на фронті боротьби з німецькими загарбниками і проявлені при цьому відвагу та геройство старшині I статті Лисіцину Юрію Єгоровичу присвоєно звання Героя Радянського Союзу з врученням ордена Леніна і медалі «Золота зірка» (під № 7614).
- Орден Вітчизняної війни I ступеня (1985)
- медалі
- Почесний громадянин міста Миколаєва.

## Пам'ять
- У Миколаєві в сквері імені 68-ми десантників встановлено пам'ятник.
- У селищі Жовтневий на березі Бузького лиману, звідки йшли на завдання десантники, встановлена меморіальна гранітна брила з пам'ятним написом.